# デンマーク黄金時代

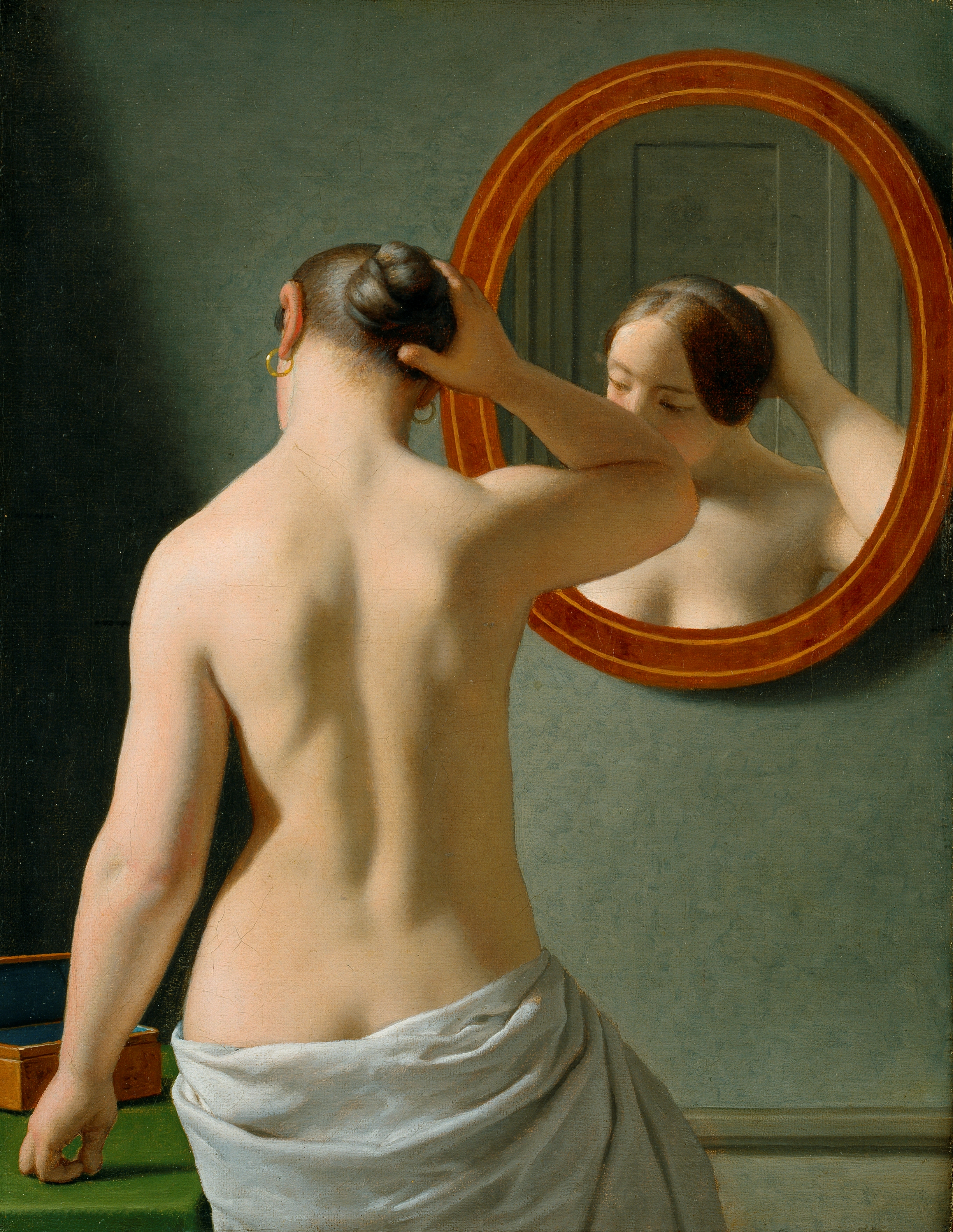
クリストファー・エカスベア作「鏡の前の女」（1841年）。ビーダーマイヤー様式に変容したフランス新古典主義の代表作

デンマーク黄金時代（Danish Golden Age）とは、特に19世紀前半のデンマークにおいて創作活動が盛んだった時期を指す。当時のコペンハーゲンは戦火（1807年のコペンハーゲンの戦い）や財政破綻に苦しんでいたものの、芸術の分野では隣国たるドイツロマン主義に触発され新たな時代を迎えることとなる。1800年から1850年頃にかけて、ベルテル・トルバルセンの彫刻の他、クリストファー・エカスベアやその門下生のウィルヘルム・ベンズ、コンスタンティン・ハンセン及びヴィルヘルム・マーストランらの絵画が一世を風靡。新古典主義建築も発展を遂げ、とりわけコペンハーゲンの街はクリスチャン・フレゼリク・ハンセンやミカエル・ゴットリープ・ビンデスベル設計の建築物で様変わりした。
音楽に関しては、ヨハン・ペーター・エミリウス・ハートマン、ハンス・クリスチャン・ロンビ、ニルス・ゲーゼ及びバレエマスターのオーギュスト・ブルノンヴィルを含め、ナショナル・ロマンティシズムの洗礼を受けた数多くの人物を輩出した。ロマン主義を中心とする文学は、1802年にノルウェー系ドイツ人哲学者ヘンリク・ステフェンスが紹介。アダム・エーレンシュレーガー（エーレンシュレーヤーとも）やベルンハルト・セヴェリン・インゲマン、ニコライ・フレゼリク・セヴェリン・グルントヴィが中心を担ったが、何と言っても現代童話の父ハンス・クリスチャン・アンデルセンを忘れてはならないであろう。また、ハンス・クリスチャン・エルステッドが科学の方法論を打ち立てた一方で、セーレン・キェルケゴールは哲学の深化に貢献した。従って、黄金時代はデンマークに留まらず、やがては国際的にも大きな影響を与えることとなった。

## 背景

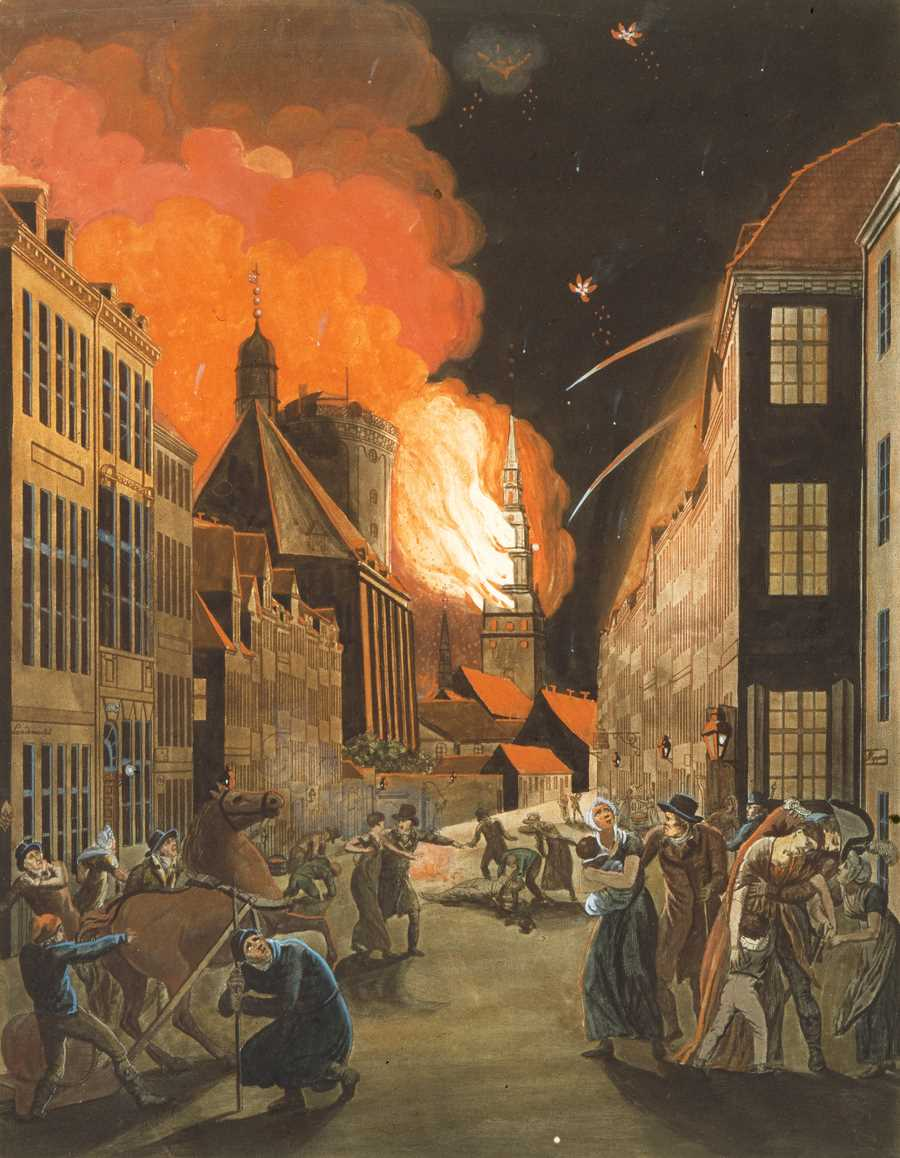
コペンハーゲン炎上（クリストファー・ウィルヘルム・エッカースベルグ、1807年）

黄金時代の淵源は19世紀初頭頃に遡り得るが、驚くべきことに、デンマークにとって極めて波乱に富んだ時代であった。知的生活の中心地コペンハーゲンは、1794年から翌年にかけて初めて大火に見舞われ、クリスチャンスボー城及び市内の大半を消失。1801年には第二次武装中立同盟にデンマークが関与した結果、イギリス軍がコペンハーゲンの戦いで砲撃を行い、市内は深刻な被害を受けた。1807年、フランスがデンマークに対しバルト海閉鎖を強いるかもしれないとの噂が流れると、自由な航行を求めるイギリス軍は再度コペンハーゲンを砲撃、この時はなかんずく同市とその市民を標的とするものであった。その後、1813年には戦費の負担が不可能となったため、デンマークは国家破産を宣言するに至る。更に追い討ちをかけるように、翌年ノルウェーがデンマークとの同盟関係を解消し、キール条約によりスウェーデンとの併合を選択する（スウェーデン＝ノルウェー）。
こうした事情にもかかわらず、コペンハーゲンの荒廃はピンチをチャンスに変えた。建築家や都市計画家が通りを拡張し、新古典主義の建築物を設計したことで、真新しくも親しみ深い景観を提供したのである。同市は当時10万人程度の人口と極めて小さい上、古い塁壁の境界内に建てられた都市でもあった。このため、時の有力者は頻繁に会合を行い、構想を共有し、ひいては芸術と科学とを二つながらに持ち出した。特に、ヘンリク・ステフェンスがロマン主義思想の最も影響力のある支持者であろう。ステフェンスはコペンハーゲンで行った一連の講義の中で、ドイツロマン主義の背後にある思想をデンマークへ伝えることに成功。エーレンシュレーガーやグルントヴィら有力思想家も彼の諸見解を素早く採り入れた。また、間も無く芸術及び科学のあらゆる流派・学派が新時代のナショナル・ロマンティシズムへ合流すると、後にデンマーク黄金時代として知られるようになる。

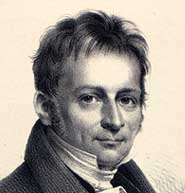
ドイツロマン主義について講義を行うヘンリク・ステフェンス（1773–1845）

特に絵画の分野で変化が明白であった。芸術は以前から君主制なり体制側を支えてきた一方で、クリストファー・エカスベア及びその門下生らは、工業化の進展に伴い中産階級が次第に影響力を持つようになったことを理解した。壮麗な歴史的絵画がより広範な支持を取り付けたものの、華美な絵画や風景は廃れていった。黄金時代は一般的に1850年頃まで続いたとされる。この時期になると、デンマーク文化は第一次シュレスヴィヒ戦争（1848年 - 1851年）の勃発に苦しんだ。加えて、1848年の絶対王政終焉や翌年制定のデンマーク憲法を含む政治改革により、新時代の幕開けを迎えることとなる。遂に古い塁壁を越えて拡大したコペンハーゲンは1850年代、都市発展にとって新しい地平へと到達した。
なお、デンマークの哲学者ヴァルデマー・ヴェデルがこの時期を指してGuldalderen（グルダルデレン、黄金時代）という言葉を初めて用いたのは、1890年になってからである。1896年には、作家ヴィルヘルム・アンデルセンがデンマークの文化史上最も豊かな時期に、ヘンリク・ステフェンスを嚆矢とする当黄金時代を挙げている。

## 絵画

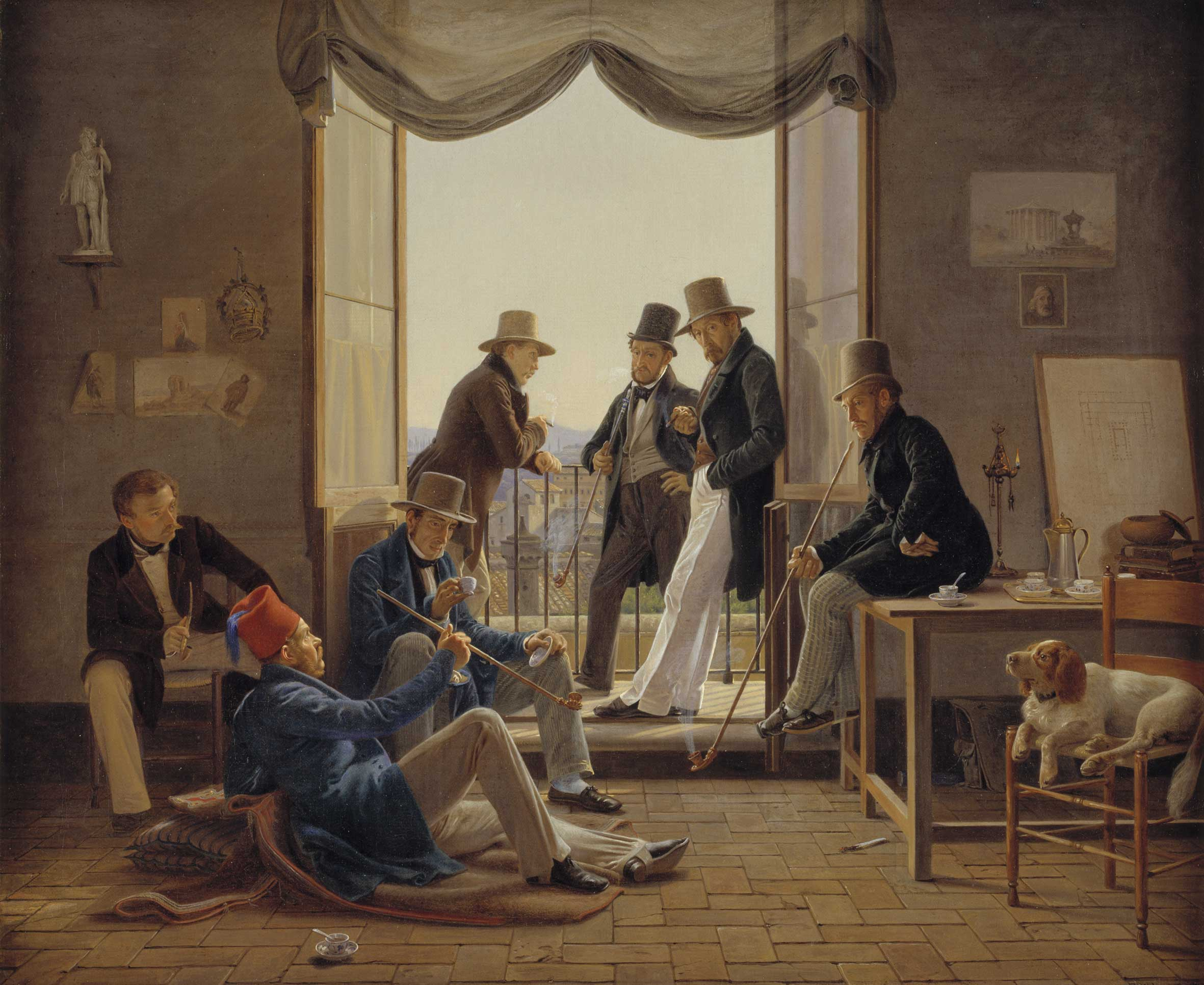
コンスタンティン・ハンセン作「ローマのデンマーク人画家仲間」（1837年）。地面に横になっているのは建築家ミケール・ゴトリプ・ビネスブル、左から順にハンセン、マーティヌス・ラービュー、マーストラン、キュヒラー、ブルンク及びヤアアン・ソネ

19世紀初頭頃から中盤にかけて、デンマーク黄金時代の絵画は中世以降初めて、従来とは一線を画する国民的な形式を生み出した。オランダ黄金時代の絵画特に風景画の描写様式を採り入れ、軟らかながらも色彩のコントラストを照らし出す光を描いたのである。景色は概ね現実を理想化して描かれているものの見栄を張らず、実際よりもリアリズムに徹しているのが特徴。また、室内画も質素な小物や家具の他、しばしば作者の内輪グループを描くのが一般的となっていた。しかし、デンマークで修行を積んだドイツロマン派の画家カスパー・ダーヴィト・フリードリヒはドイツでその影響を大いに与えたにもかかわらず、デンマーク絵画を国外で見ることは少ない（今日までその流派は廃れずにいるが）。
デンマーク黄金時代の絵画で決定的な人物は、パリでジャック＝ルイ・ダヴィッドのもとで学び、後に彫刻家ベルテル・トルバルセンにより新古典主義に影響を受けることになる、クリストファー・エカスベアであった。エカスベアは1818年から1853年まで王立デンマーク美術アカデミーにて教鞭を執り、1827年から翌年にかけては同アカデミーの校長に就任した。風景画を得意とする後進に多大なる影響を与え、ウィルヘルム・ベンズやアルベルト・キュヒラー、ヤアアン・ローズら同時代における新進気鋭の芸術家の殆どを門下に置いた。
黄金時代末期、特に風景画の画法は、デンマーク人にとって致命的だがそれ以外のほとんどのヨーロッパ人には不可解なシュレースヴィヒ＝ホルシュタイン問題という政治課題の中で急浮上した。しかし、リアリズムなり印象派など新たなスタイルの画法が生まれるのは、多くの若き芸術家がアカデミーを拒否しパリに学ぶようになった1870年代のことである。

### 風景画
アカデミーで教鞭を執っていた美術史家のニールス・ローティツ・ヘイエンは、学生に対し風景画へ回帰するよう励ました。ヨハン・トマス・ロンビューやクリステン・ケプケ、マーティヌス・ラービューらは、デンマークの農村部を中心に題材とするなど風景画への新たなアプローチを発展させた。

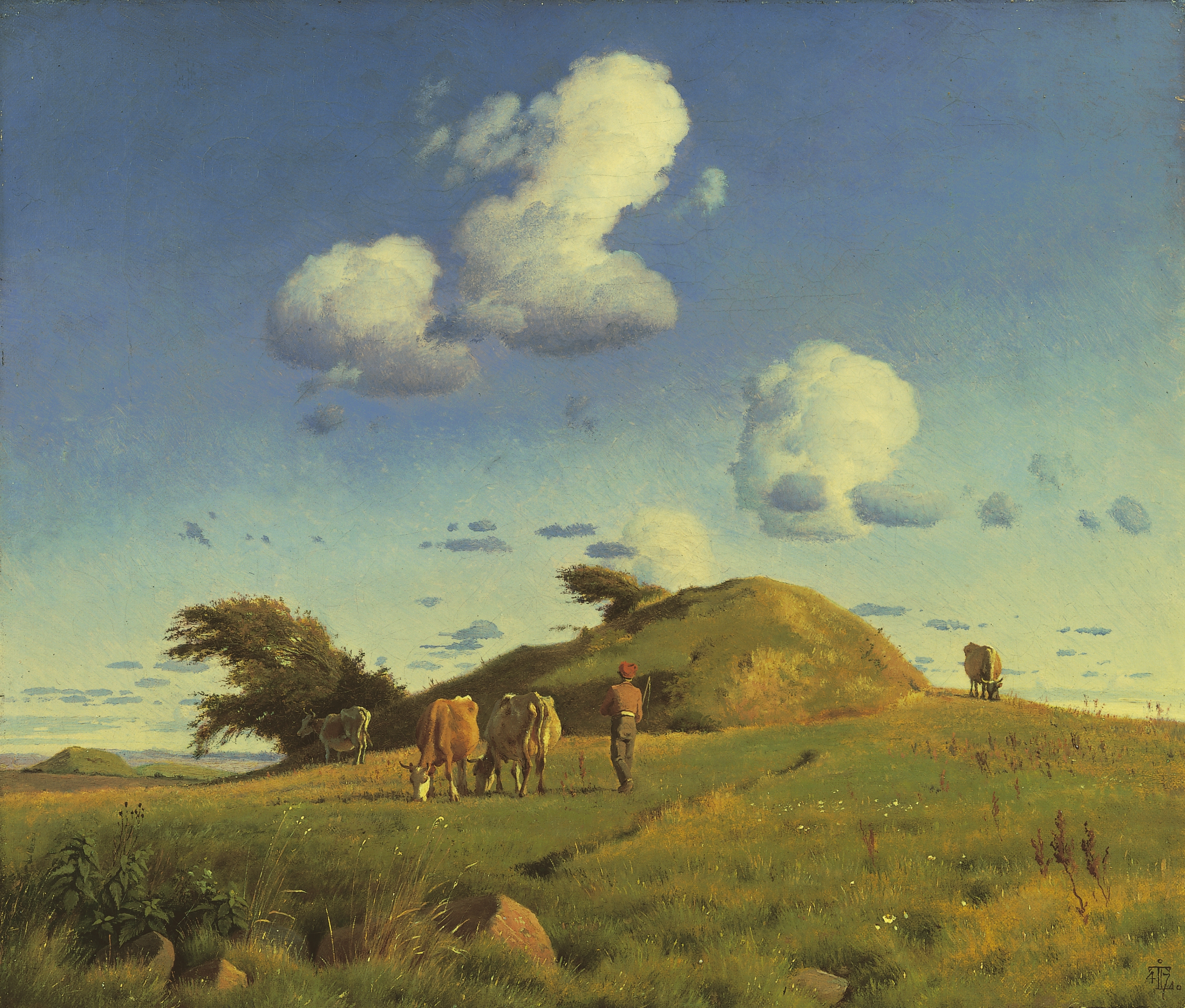
ヨハン・トマス・ロンビュー作『牧草地』(1847年)
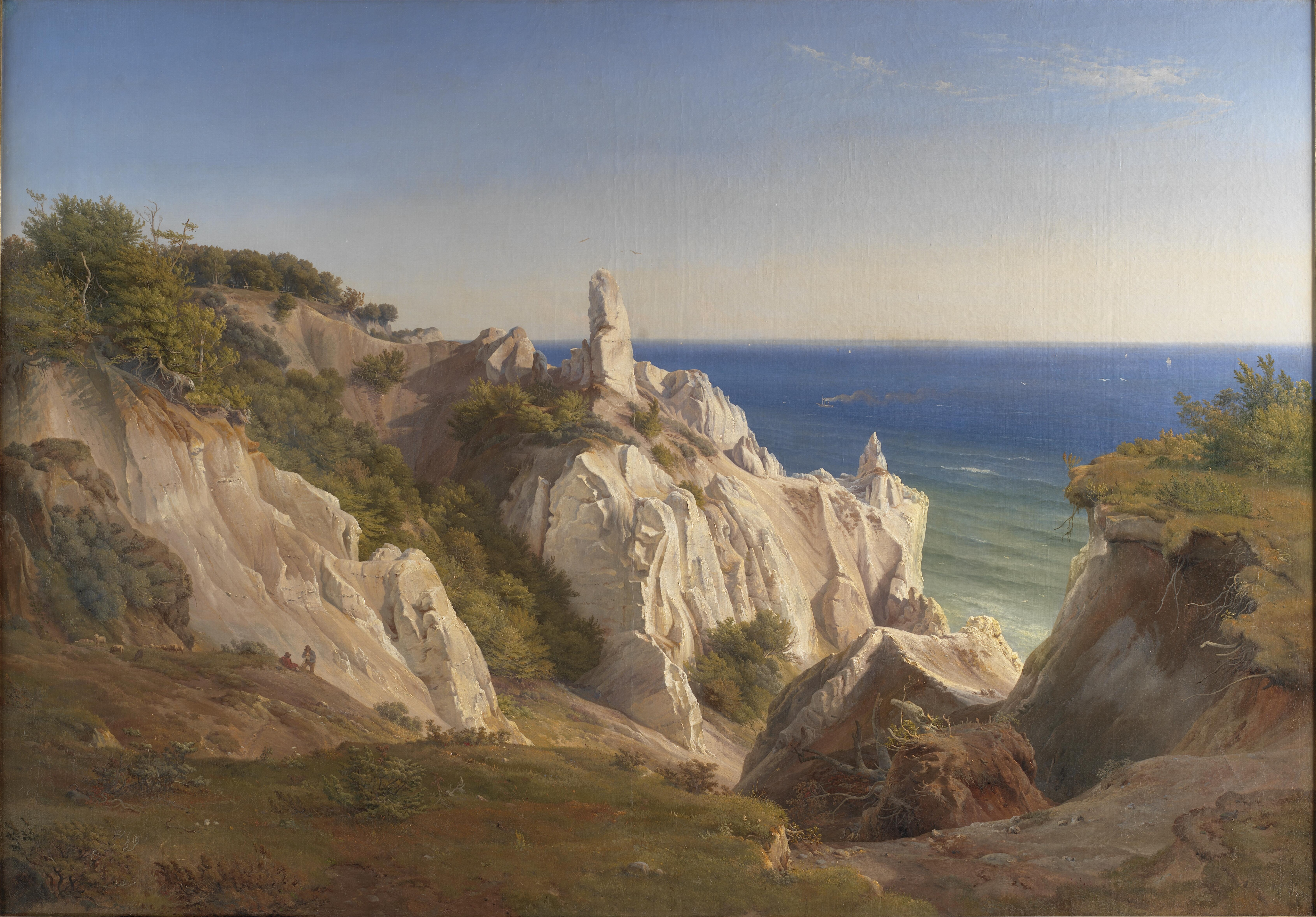
ルイス・グルリット作『ムーン崖』(1842年)
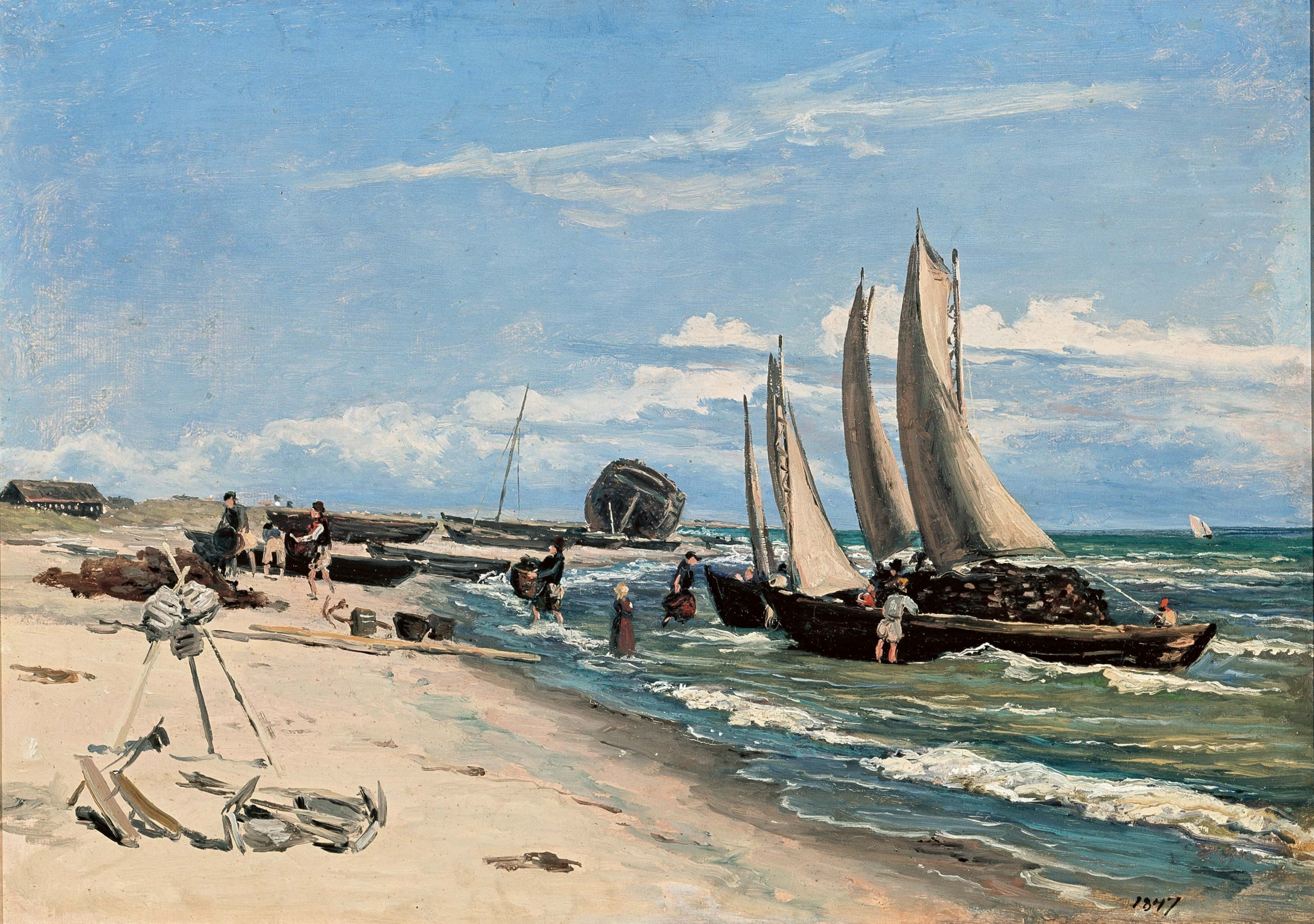
マーティヌス・ラービュー作『スケーエン・ヴェステルビ海岸』(1847年)
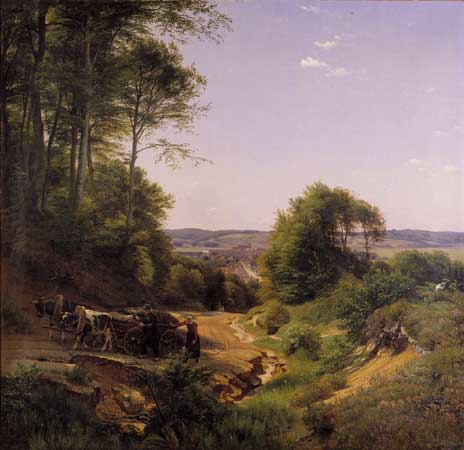
P・C・スコウゴール作『ヴァイレの眺め』（1852年）

### 新ジャンルの絵画と肖像画
新しいジャンルの絵画も黄金時代に生を受けた。中上流階級の室内を描いた絵画が人気となったのである。また、肖像画も同様の傾向をたどるようになった。

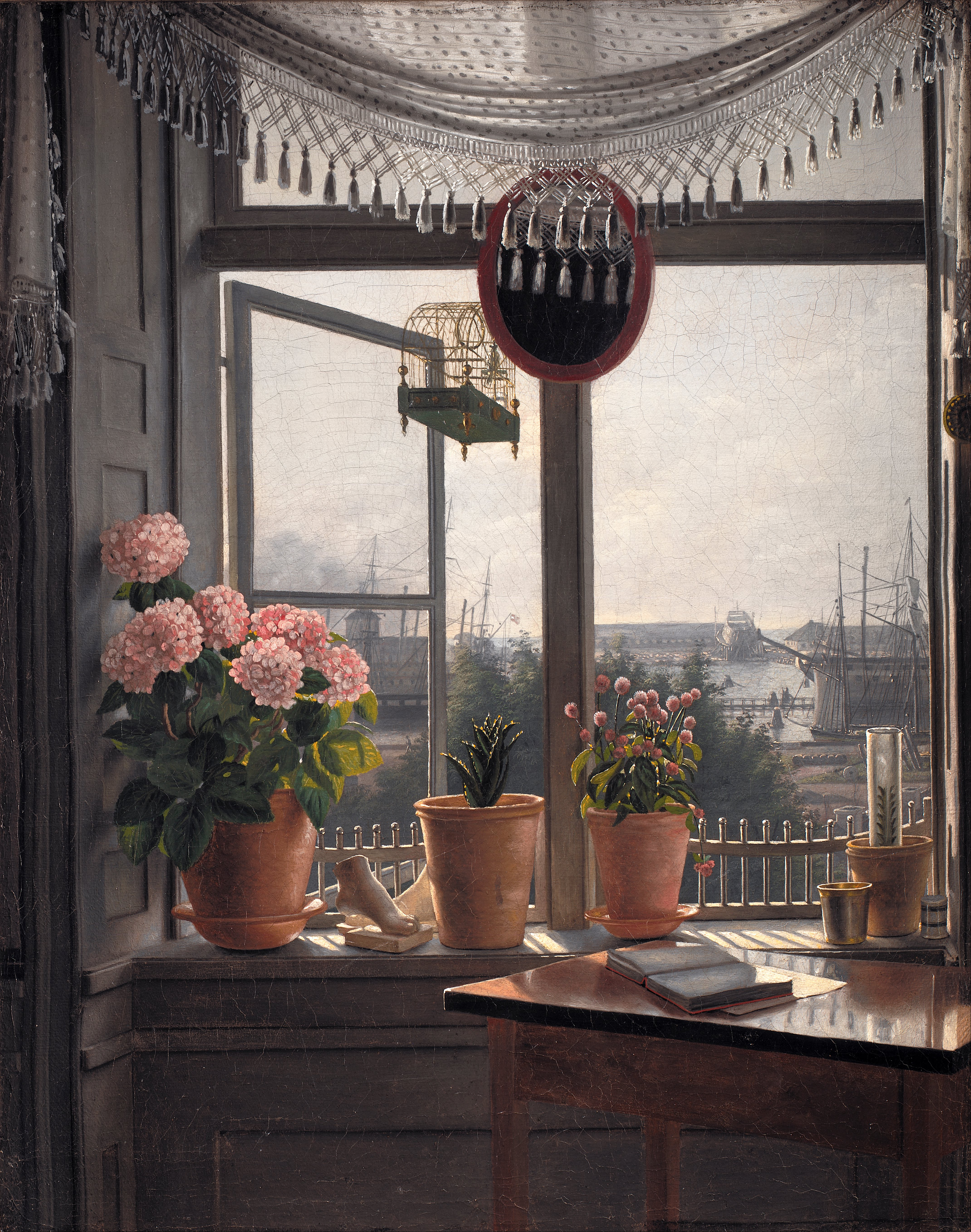
マーティヌス・ラービュー作『芸術家の窓からの眺め』（1825年）
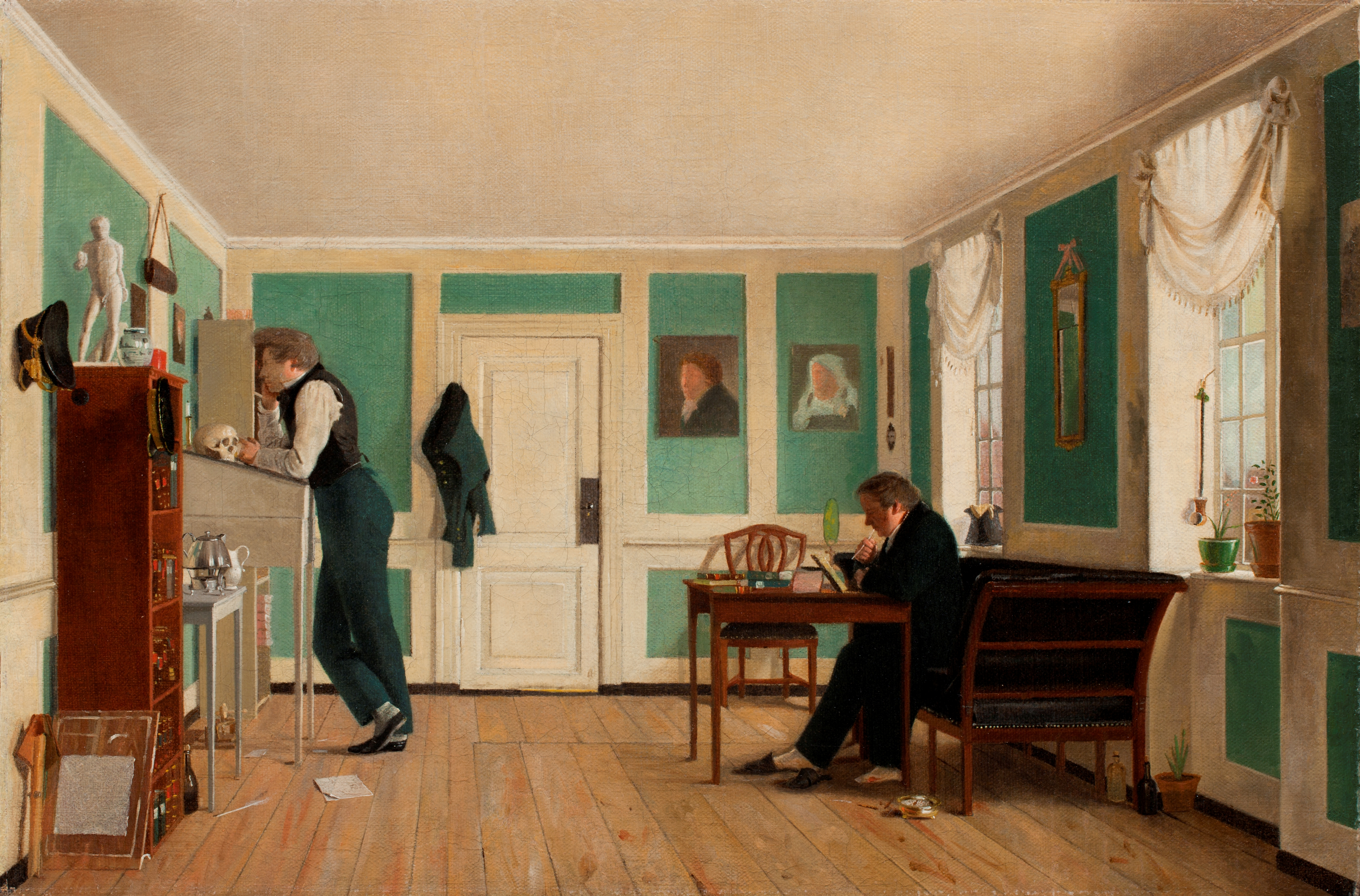
ヴィルヘルム・ベンズ作『アマリエゲーゼ家の室内』（1826年）
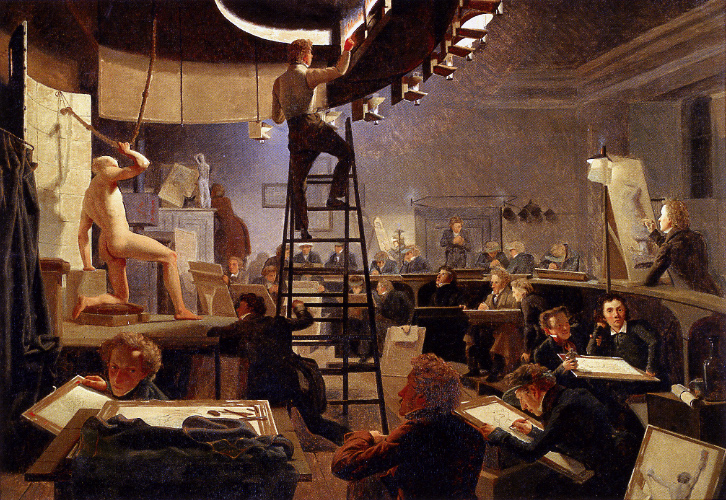
ヴィルヘルム・ベンズ作『デンマーク・アカデミーのモデル』（1826年）
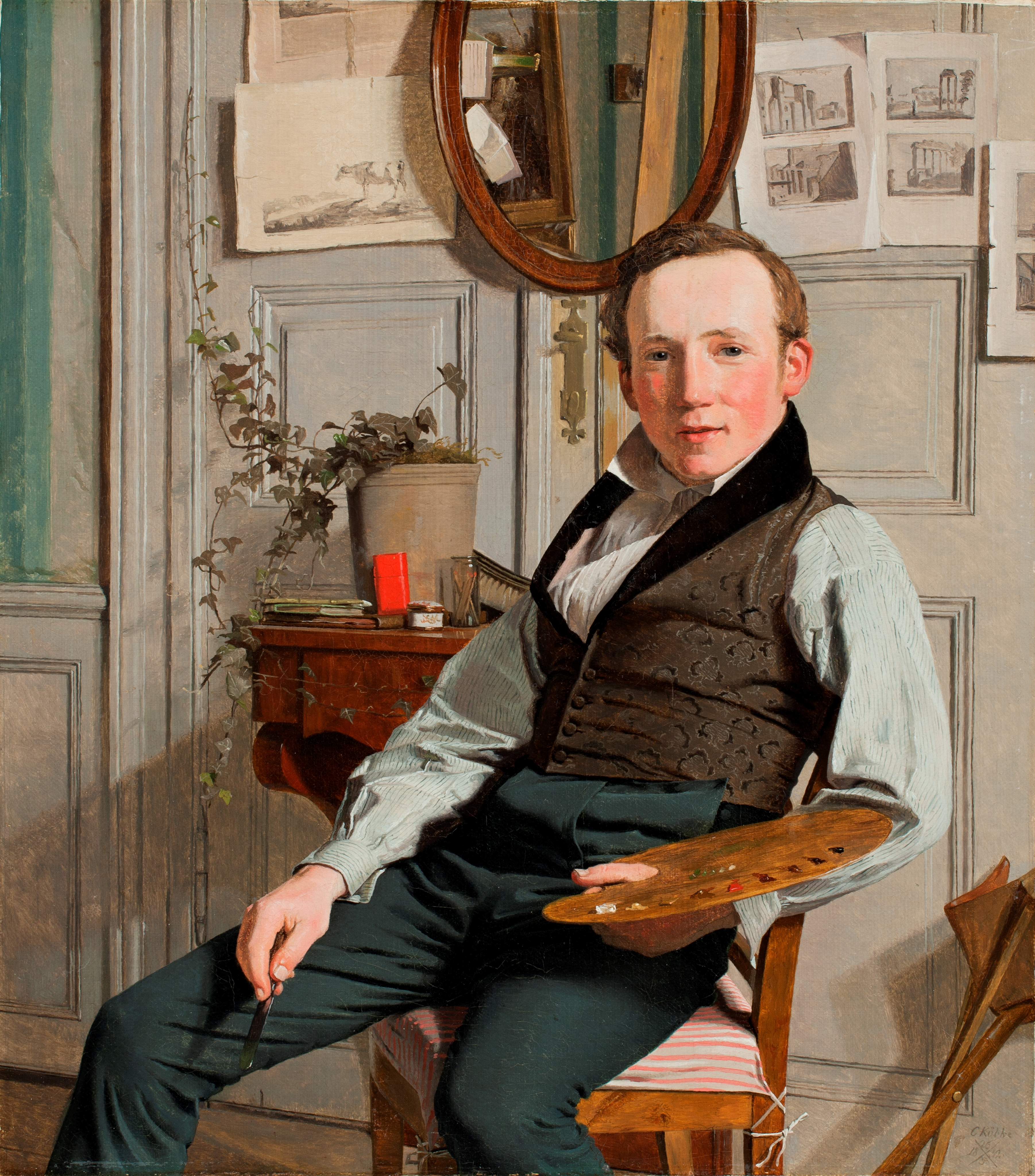
クリステン・ケプケ作『フレデリク・セドリン氏の肖像』（1832年）

## 彫刻
1797年からローマに長期滞在し強い影響を受けたベルテル・トルヴァーセンは、国際的にも認知されている新古典主義の作品を多く世に出した。なかんずく彼の出世作「黄金の毛織物を纏ったジェイソン」は、アントニオ・カノーヴァから高い評価を受け、イギリスの裕福な絵画蒐集家であるトマス・ホープが購入した。他にはコペンハーゲンのノートルダム大聖堂にある大キリスト像やスイス・ルツェルンのライオン・モニュメントなどの作品がよく知られる。なお、作品の多くは彼の死後から4年が経った1848年に完成した、コペンハーゲンのトルヴァーセン美術館で見られる。

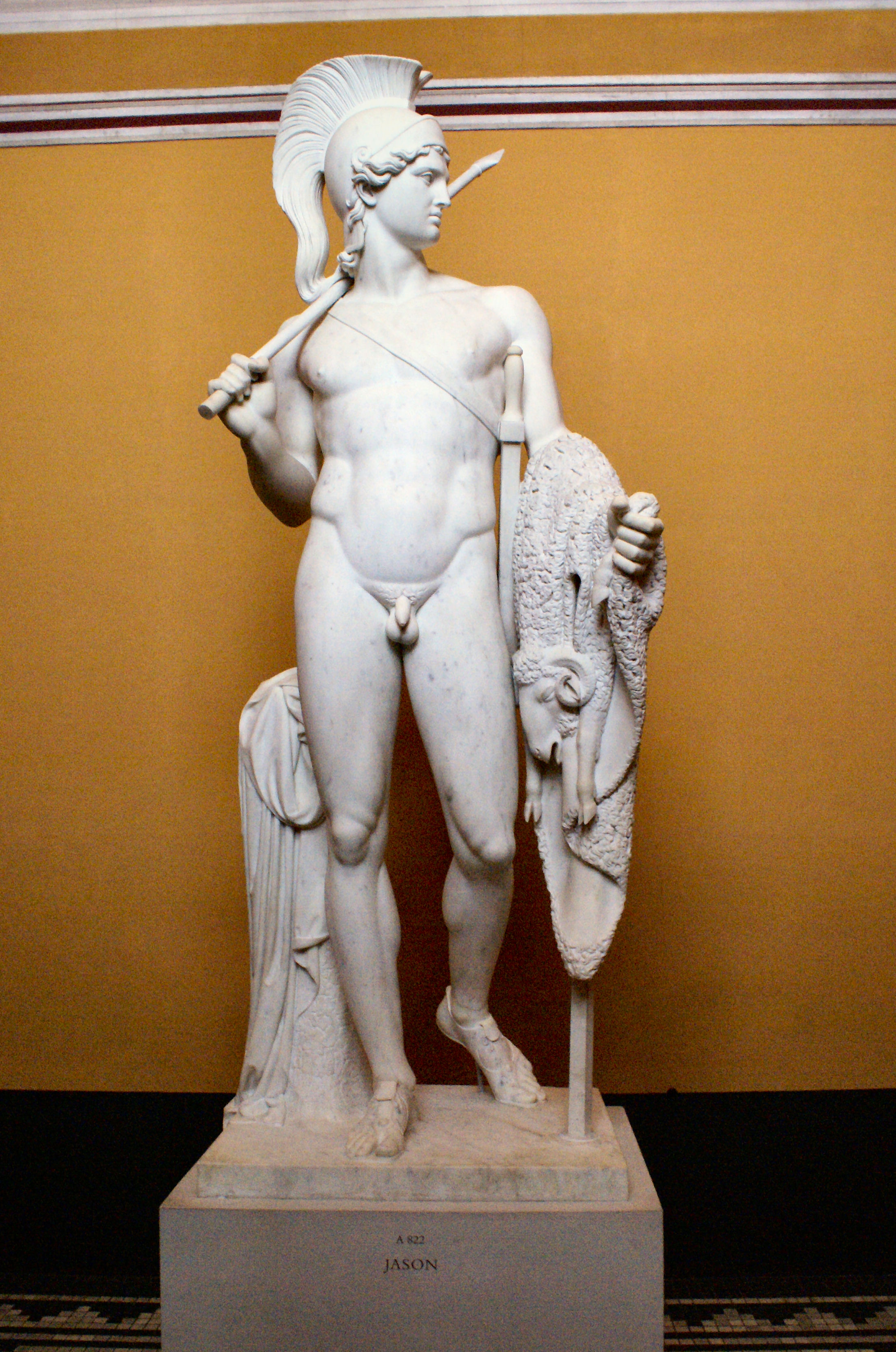
ベルテル・トルヴァーセン作『黄金の毛織物を纏ったイアソン』（1802年–1803年）
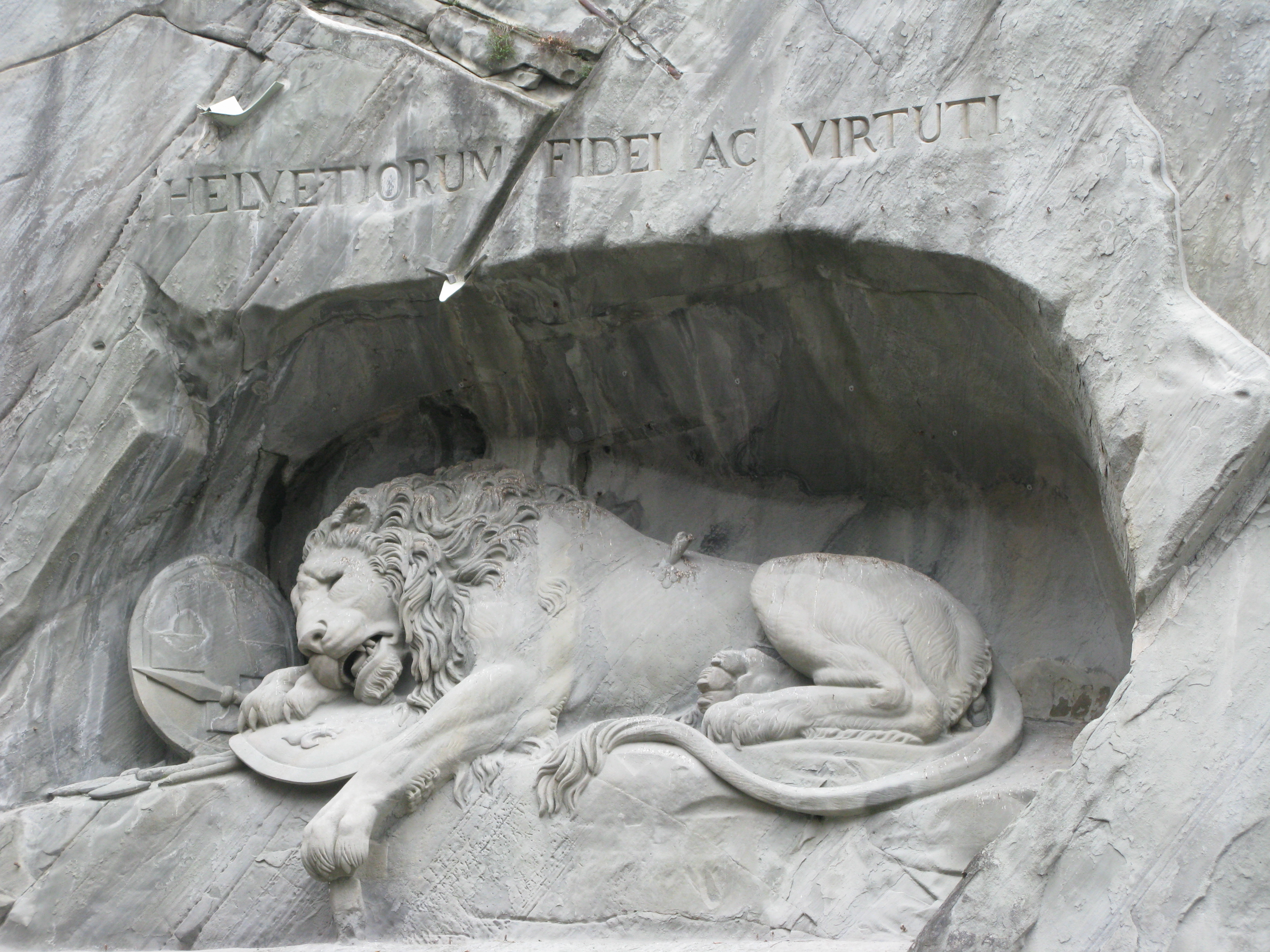
ベルテル・トルヴァーセン作『ライオン・モニュメント』 (1819年)
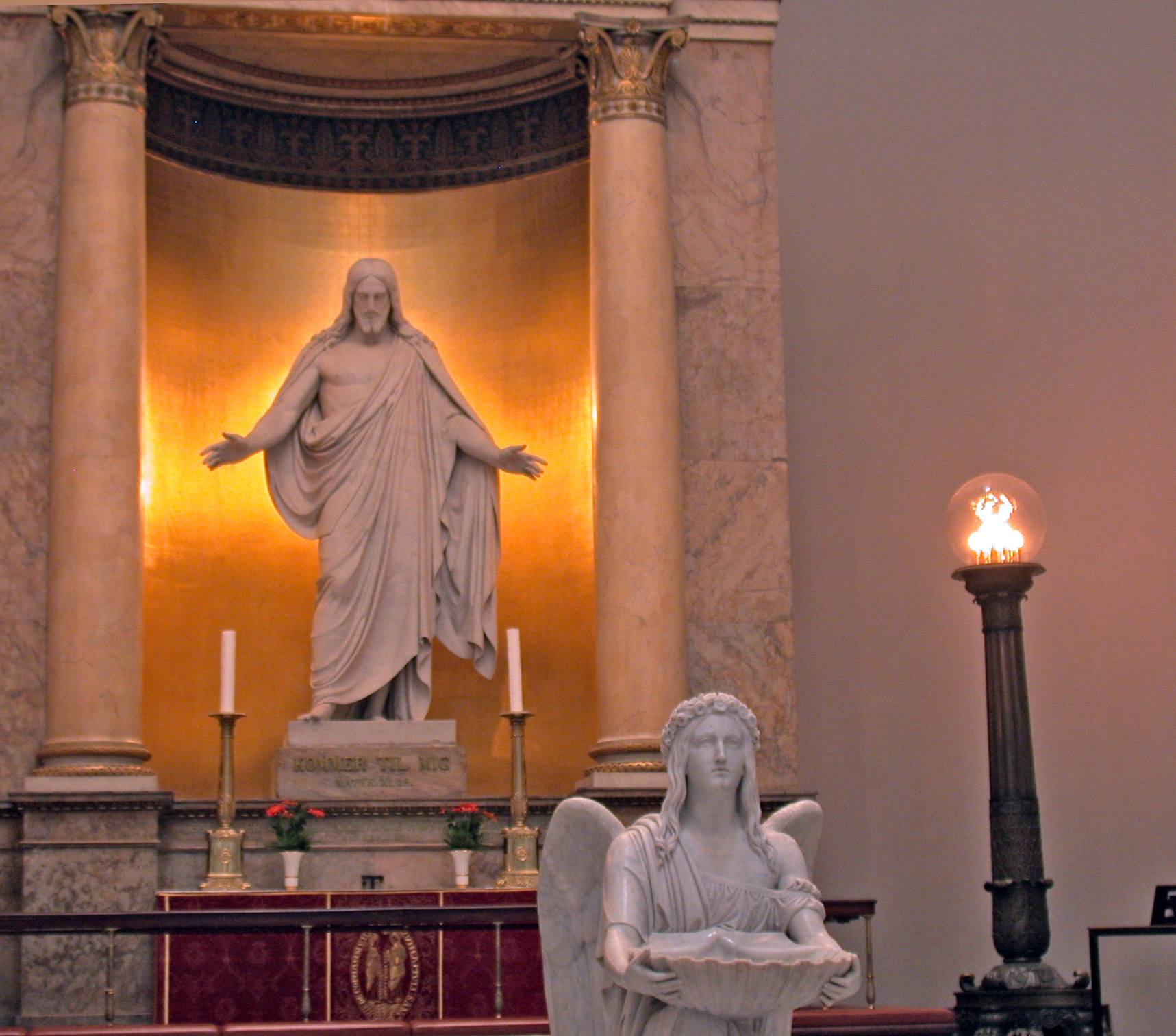
ベルテル・トルヴァーセン作『コペンハーゲン・ノートルダム大聖堂の大キリスト像』（1838年）
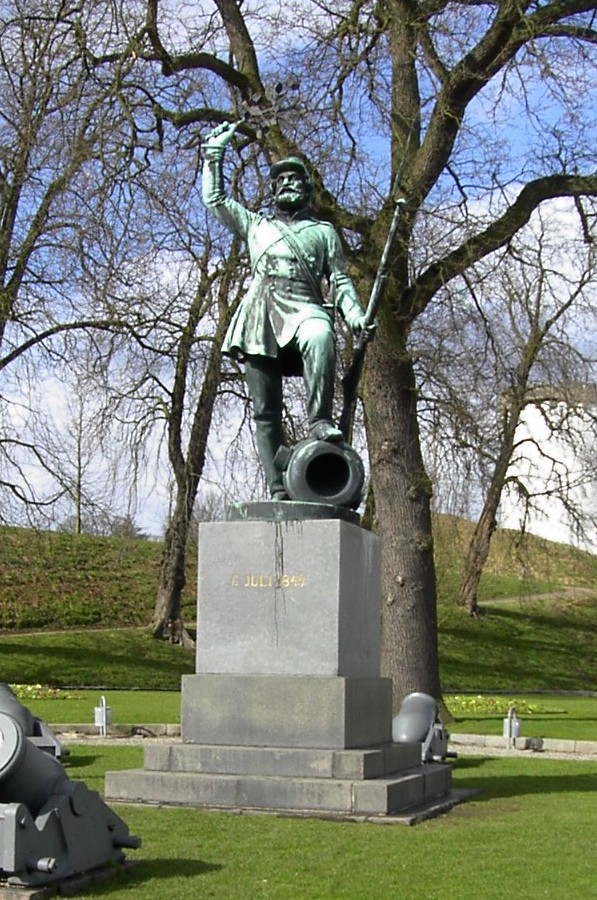
ヘルマン・ウィルヘルム・ビッセン作『歩兵』（1858年）

## 建築

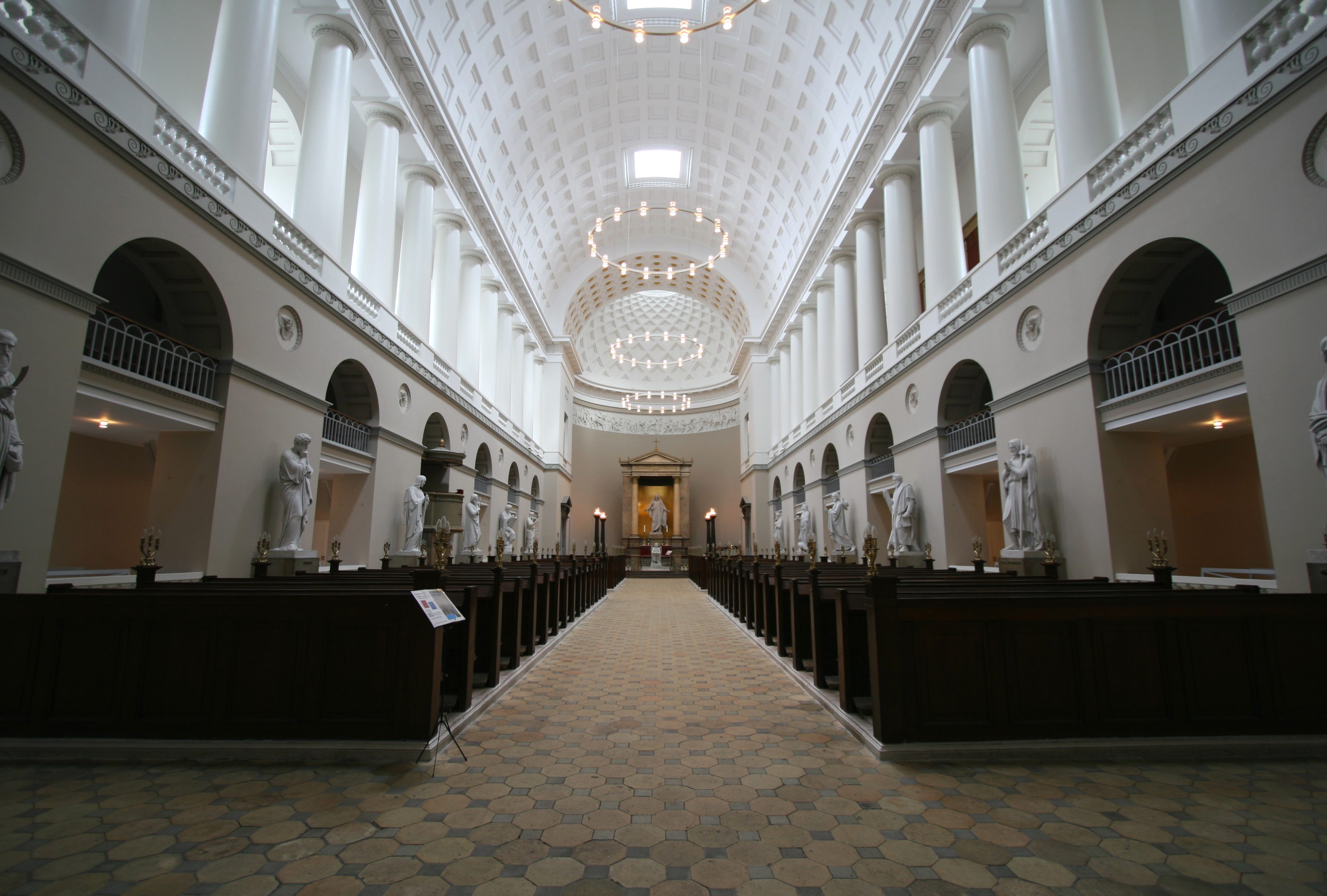
ノートルダム大聖堂

新古典主義建築に触発された建築家が、1795年の大火や1807年のイギリス軍による砲撃により生じた被害の殆どを修復すると、黄金時代のコペンハーゲンは特に新たな装いを見せることとなる。
黄金時代における古典主義の主たる支持者は、18世紀末にカスパー・フレゼリク・ハースドルフの薫陶を受けたクリスチャン・フレゼリク・ハンセンであった。ハンセンは古代ギリシア・ローマ建築に想を得て、清潔で簡素な形式や大きく連続的な外観を備えた、極めて厳格な方式を発展させた。1800年以降になると、ニュートーのコペンハーゲン市庁舎（1805年 – 1815年）を設計した、コペンハーゲンの主要建築計画を一手に引き受ける。また、ノートルダム大聖堂再建や周辺の広場（1811年　–　1829年）の設計も担当。その他、1800年にはクリスチャンスボー城（1794年に消失）再建を命ぜられた。内装担当のグスタフ・フリードリヒ・ヘッチと共に再建を果たしたものの、1884年、城は不運にも再び消失してしまう。残った物と言えばイオニア式円柱や古式ゆかしい壮大な教会位であった。
マイケル・ゴットリープ・ビンデスベルはトーヴァルセン美術館設計で誰よりも馴染み深い。ビンデスベルがまだ若かりし頃の1822年、ドイツやフランスでカルル・フリードリッヒ・シンケルの古典主義を体験。また、ドイツ生まれの建築家、考古学者のフランツ・クリスティアン・ガウを通じて、古代の色彩あふれる建築物を知ることとなる。フレデリク6世の下で文化活動に従事した叔父のヨナス・コリンは、王がデンマーク系アイスランド人彫刻家のベルテル・トーヴァルセンのための美術館建設に興味を示していることを察知すると、ビンデスベルに美術館の設計を依頼。そのデザインは他の建築家と比しても卓越していたため、ビンデスベルは駅舎や劇場から美術館への模様替えを委託された。当時、伝統的な都市計画から自由な建築物としてエレクテイオンやパルテノン神殿を建設していたこともあり、1848年に美術館は完成する。
なお、アンドレアス・ハランデルやヨハン・マルティン・クイストも、大火で廃墟と化していたコペンハーゲンの旧地区にある家屋を再建した。

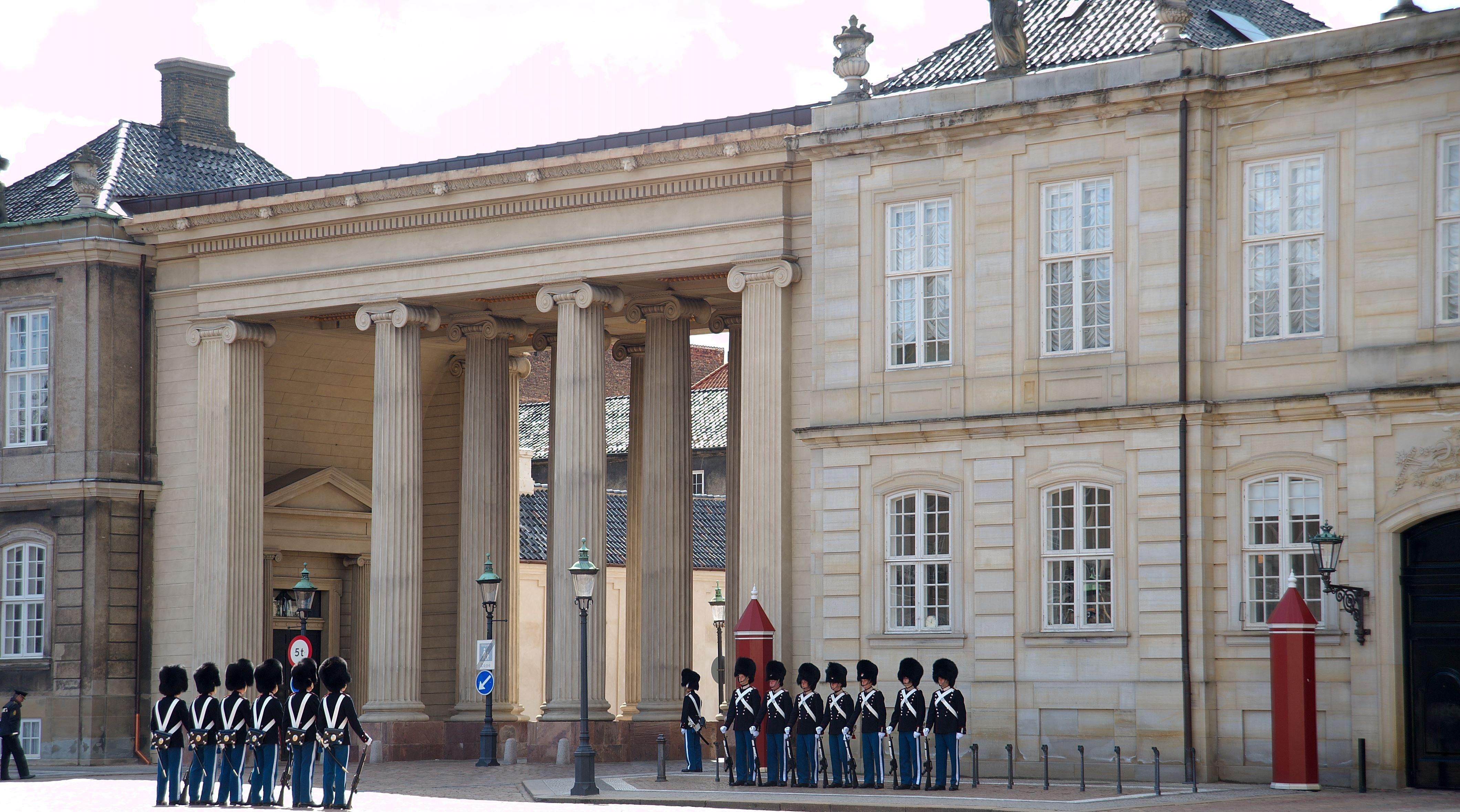
アマリエンボー宮殿（1794年 - 1795年）の柱廊
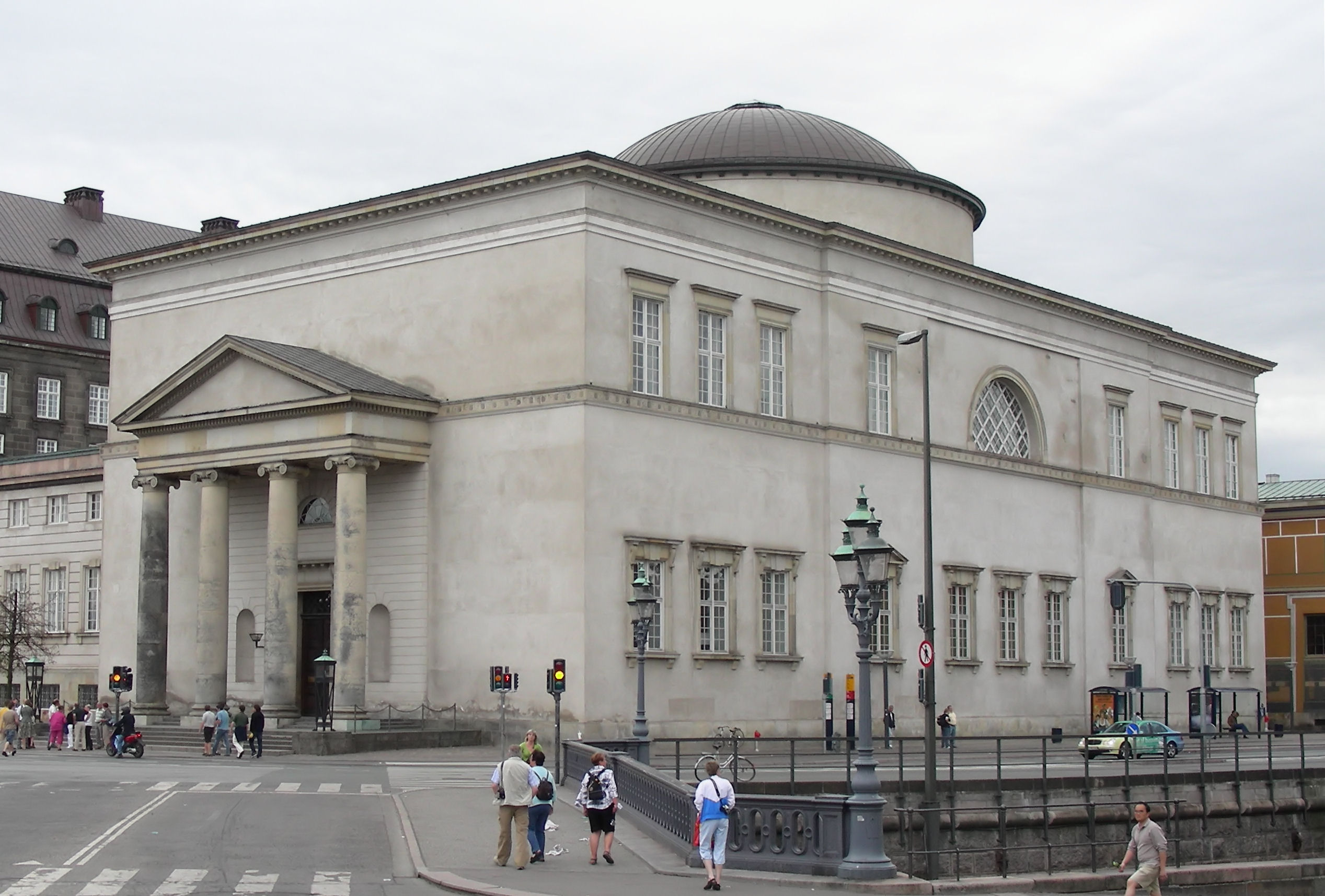
クリスチャンボー城聖堂（1813年 - 1826年）
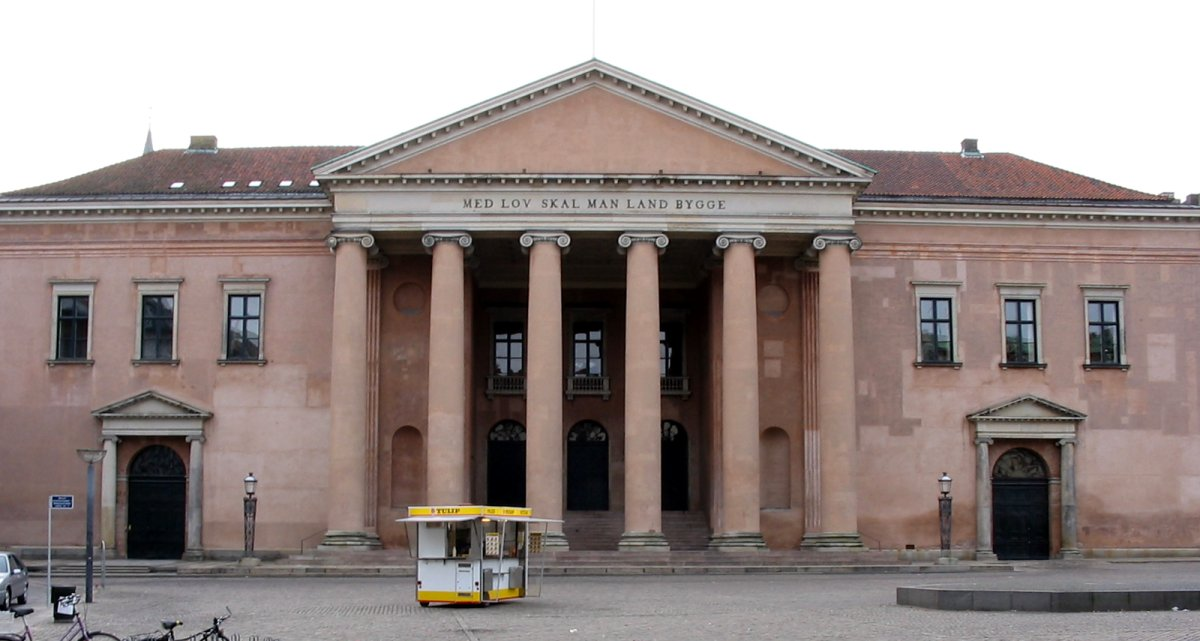
コペンハーゲン市庁舎（1815年）
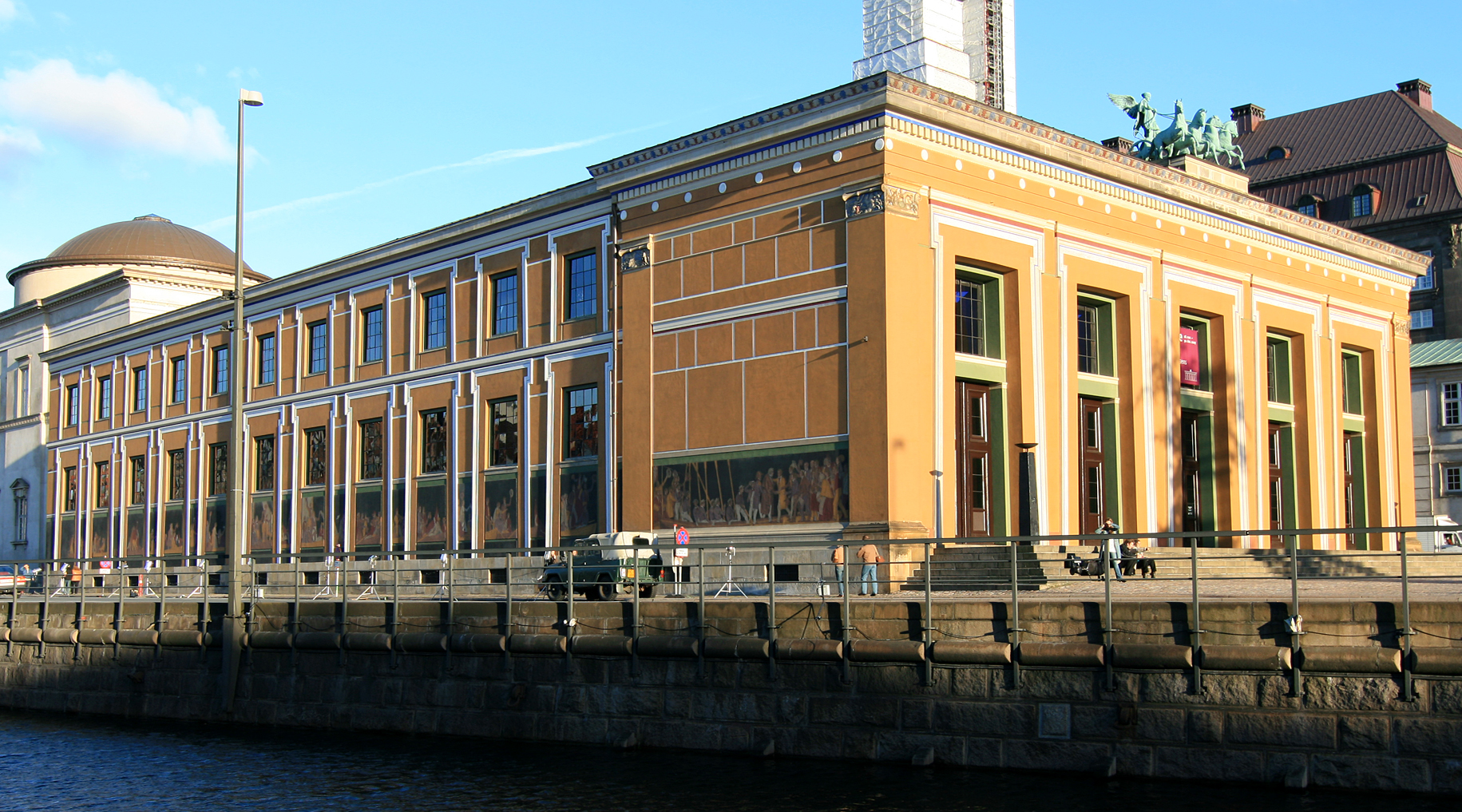
トーヴァルセン美術館（1838年 - 1848年）

## 音楽及びバレエ

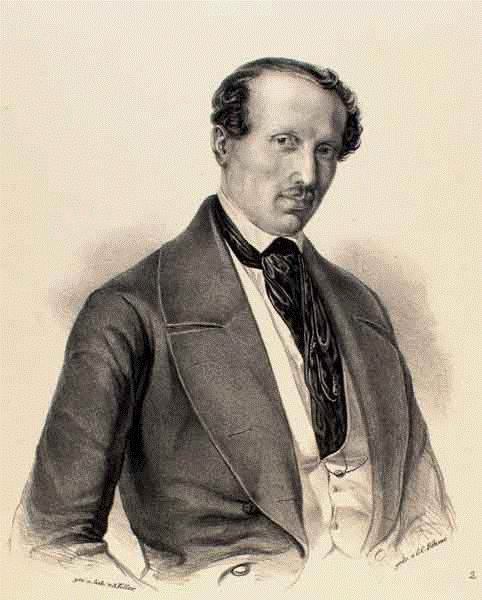
ハンス・クリスチャン・ロンビ（1810年 – 1874年）

ナショナル・ロマンティシズムの影響を受けた19世紀デンマークの作曲家は数多い。とりわけ、ヨハン・ペーター・エミリウス・ハートマン（1805年 – 1900年）はオペラ及びバレエ音楽の他、歌やピアノ曲に貢献した。1843年以降、死去までコペンハーゲンにあるノートルダム大聖堂のオルガン奏者であった。彼の作品はロマン主義のみならず古代北欧神話をも題材とした所に特徴がある。
ハンス・クリスチャン・ロンビ（1810年 – 1874年）は、1843年に開館したコペンハーゲンの遊園地チボリ公園の初代音楽監督を務めた。ワルツやギャロップをはじめ国内外の曲を演奏するなどレパートリーが幅広く、1839年にはヨハン・シュトラウス1世によるウィーン・オーケストラの演奏を拝聴。その後同形式の曲を作成し、遂には「北欧のシュトラウス」と渾名された。チボリ公園に関連が深く最も流行した曲の1つに『シャンパン・ギャロップ』があるが、この曲はシャンパンの栓が勢い良く飛び出る音から始まる。なお、『シャンパン・ギャロップ』（1938年）や『冷凍凶獣の惨殺』（1961年）など幾つかのデンマーク映画にも用いられた。

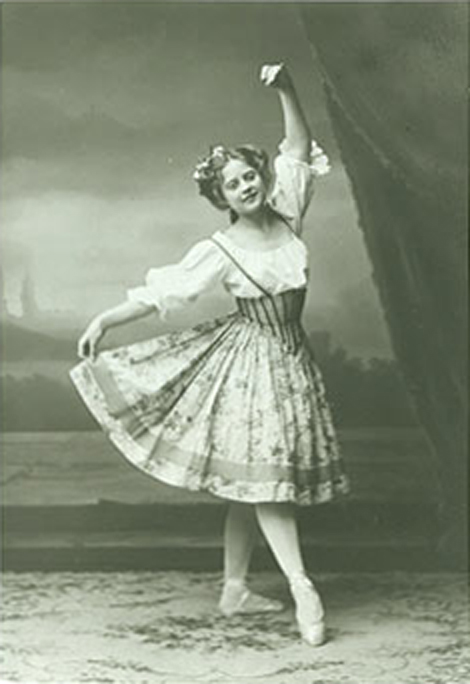
ブルノンヴィル作ナポリ第1幕を踊るグレテ・ディトレヴセン

ニルス・ゲーゼ（1817年 – 1890年）は、クラシック音楽の啓発・普及を目的として、1836年に設立された音楽協会「ムジークフォレニンゲン」の発展に尽力。1850年同協会の指揮者に就任したゲーゼは、ヨハン・ゼバスティアン・バッハのマタイ受難曲（1875年）をはじめ、自らの運営の下で数多くの聖歌をデンマーク国内で初披露した。また、コペンハーゲンの音楽学校ではエドヴァルド・グリーグやカール・ニールセンら後進の指導に当たり、交響曲を8作手掛けるなど創作活動に励んだが、中でも『春の幻想曲』はデンマーク国内で最も有名な作品として知られる。

### バレエ
黄金時代の音楽界に貢献した人物としては、この他にバレエマスターのオーギュスト・ブルノンヴィル（1805年 – 1879年）が挙げられる。ブルノンヴィルは1830年から1877年まで、デンマーク王立バレエ団で振付師を務め、50以上ものバレエを創作。パリ・バレエ団の影響を受けてはいるものの、ほぼ独自の様式を生み出した。代表作は『ラ・シルフィード』（1836年）や『ナポリ』（1842年）、『ラ・コンセルヴァトワール』（1849年）、『ブリュージュの大市』（1851年）、『民話』（1854年）など。また、ホルガー・シモン・パウリやゲーゼなど多くの作曲家とも親交を深めた。バレエ曲は今日、デンマークのみならず世界中（特にアメリカ合衆国）で演奏されている。

## 文学及び哲学
デンマーク黄金時代の文学はロマン主義を中心に据えていた。ロマン主義は前述の通り、エレール・コレギウムで一連の講義を行った哲学者ヘンリク・ステフェンスが1802年に紹介、ドイツロマン主義を主題として自然や歴史、人間との関係を強調した。なお、この運動はロマン主義者なかんずくアダム・エーレンシュレーガー（1779年 - 1850年）により継承。今日では「詩集」（1803年）や「詩作品集」（1805年）などの作品が知られるところであるが、エーレンシュレーガーは瞬く間にデンマーク国内で第一級の詩人にまで上り詰めた。また、ベルンハルト・セヴェリン・インゲマン（1789年 - 1862年）も数多の戯曲を世に出す前にロマン主義的な詩集を刊行。その後は一連の小説や宗教詩が成功を収め、宗教詩については曲が付けられ、デンマークの教会で歌われる賛美歌に付け加えられる程、重要な地位を占めるようになる。

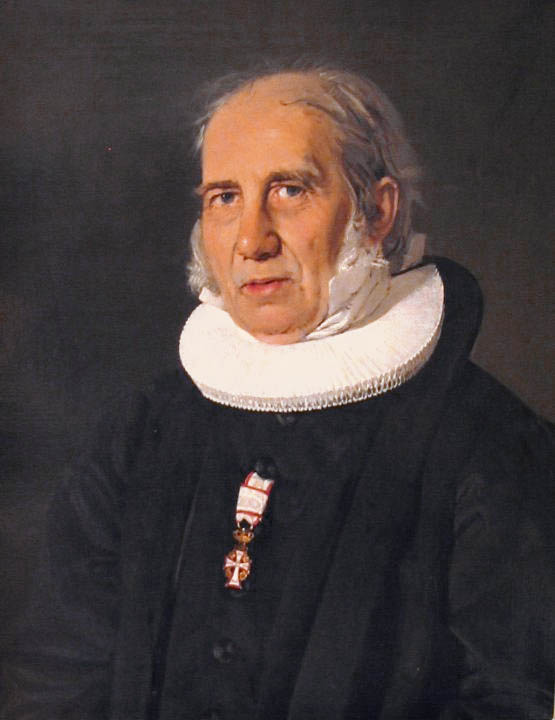
クリスチャン・アルブレヒト・イェンセンによるニコライ・フレゼリク・セヴェリン・グルントヴィ

デンマークの文壇で大御所の1人に数えられるのは、ニコライ・フレゼリク・セヴェリン・グルントヴィ（1783年 - 1872年）であろう。グルントヴィは青年時代、「北方詩集」（1808年）や長編劇「北方の巨人の終焉光景」（1809年）を通じて、当時高まりつつあったナショナリズムを鼓吹。1810年代には従来の長編詩に加え、歴史小説をも物した。また、グルントヴィは讃美歌集を残し、正統教義に基づくルーテル教会の賛美歌を置き換える程、デンマークの教会活動に大きな変化を齎した。作詞あるいは翻訳された讃美歌は1500作に上り、その殆どは現在でも歌われることが多い。

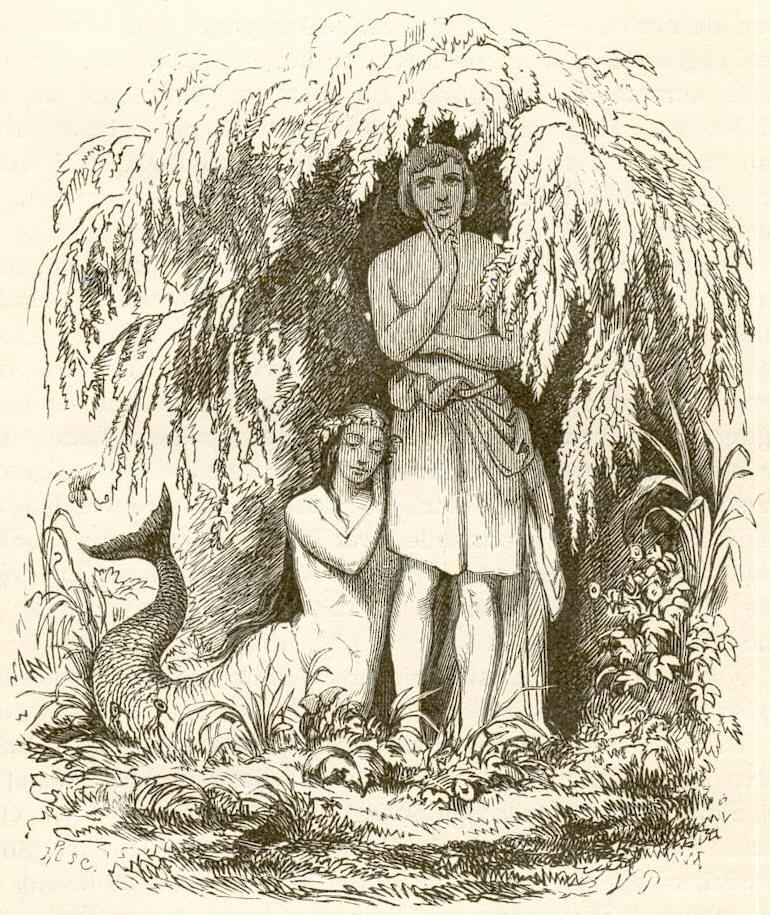
『人魚姫』（イラストはヴィルヘルム・ペデルセン）

ハンス・クリスチャン・アンデルセン（1805年 – 1875年）は童話作家として第一級の地位を占めてきたのは今更言うまでもないが、1835年から1872年まで、子どものみならず大人向けの童話を多数執筆した。最も有名な作品は『人魚姫』や『親指姫』、『マッチ売りの少女』、『雪の女王』そして『みにくいアヒルの子』などが挙げられよう。現代童話の父とされるアンデルセンは計156作品を執筆、そのうち12作品は民話に基づき書かれたものである。だが、この他にも『即興詩人』（1835年）など多くの紀行文学や自伝『我が人生というお伽話』（1855年）を残した。

### 哲学
デンマーク哲学は19世紀前半、ヘーゲル並びにヘーゲル主義の影響を大いに受けていた。1850年までにはヘーゲルの影響力が明らかに衰微する中でも、ヨハン・ルードヴィッヒ・ヘイベルグ（1791年 - 1860年）やフレゼリク・クリスティアン・シベルン（1785年 – 1872年)、そして特にハンス・ラッセン・マルテンセン（1803年 – 1884年）は皆、各種学問分野においてヘーゲルの観念論の普及に尽力。一方、ヘーゲル主義を初めて批判した、当時のデンマークで最も重要な哲学者が、実存主義哲学者、神学者のセーレン・キェルケゴール（1813年 – 1855年）であった。
キェルケゴールの哲学書は「人は如何に生きるべきか」という問題意識の下、抽象的思考を超えて現実に生きる人間を優先したり、個人の選択や責任の重要性を強調したりする物が多い。主著としては、『あれか、これか』（1843年)や『哲学断片』（1844年）、『人生における諸段階』（1845年）及び『哲学断片への結びとしての非学問的後書き』（1846年）などがある。これらの著作はいずれも、神に対する個人の認識を呼び起こしながらも、永遠の真理に到達し得ない際には絶望感が増すという、実存主義的アプローチが特徴。宗教書としては『愛の業』（1847年）や『キリスト教の修練』（1850年）などが知られる。デンマーク哲学においてもう1人重要な人物にグルントヴィがいる。その思想は、デンマークのナショナル・アイデンティティの発展にかけて無くてはならない存在であった。

## 科学

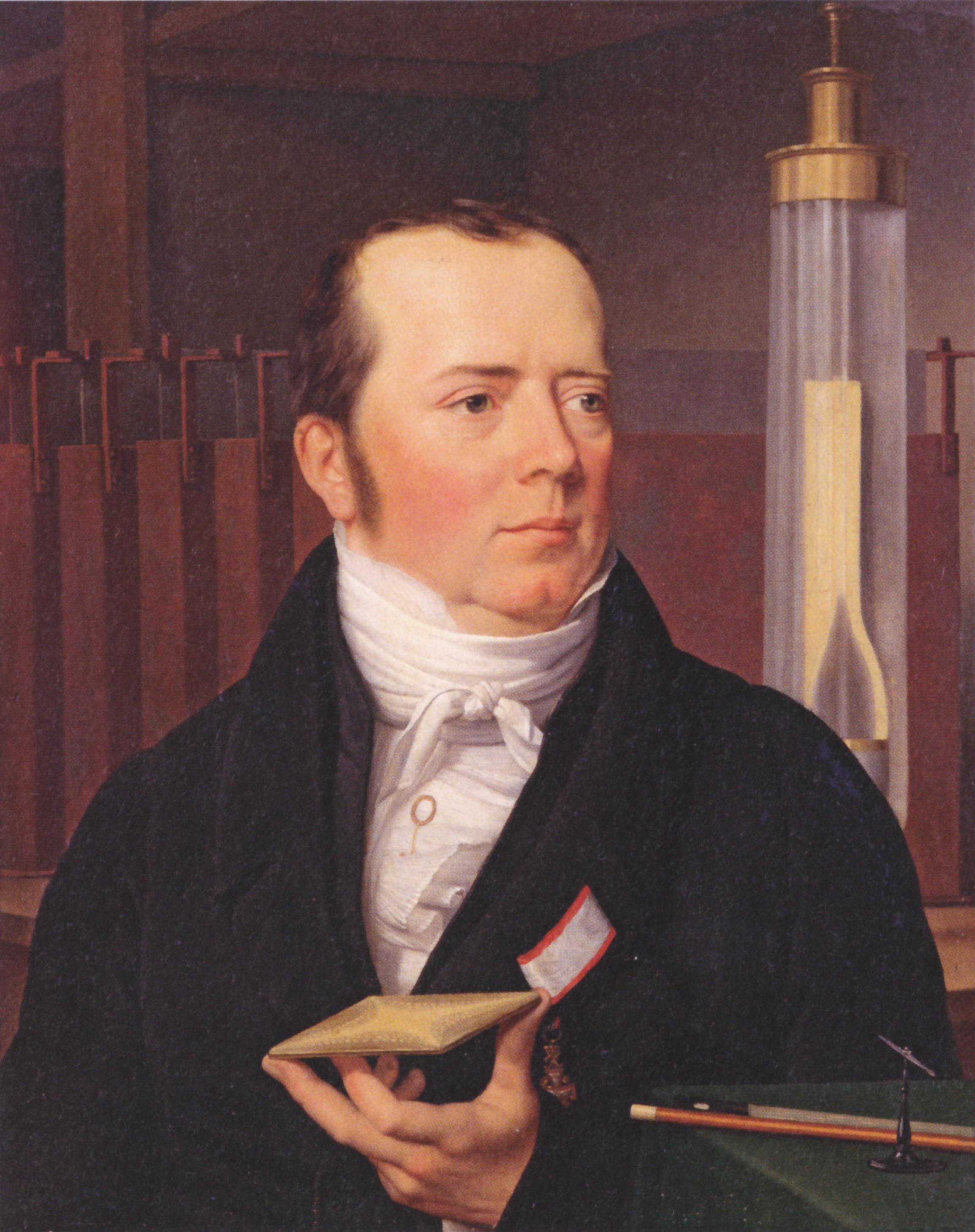
ハンス・クリスチャン・エルステッド

デンマーク黄金時代の科学に特に貢献した人物としては、電磁気学の重要な原理である、電流が磁界を誘導する様子を観察したことでも知られる、物理学者、化学者のハンス・クリスチャン・エルステッドが挙げられよう。ポスト・カント派哲学及び19世紀末を通じて科学の発展に尽力したが、中でも1824年には自然科学の知識を普及するべく「自然地理学協会」（SNU）を設立。デンマーク気象学研究所や欧州特許庁の前身組織の設立者としても名を連ねた。思考実験を初めて明確に記述し名付けた現代思想家としての一面もある。森羅万象は物質的にも精神的にも関連しているとの信念の下、哲学書『自然の精神』を著した。なお、同時代のアンデルセンと親交が深かった。

## 影響
デンマーク黄金時代において活躍した人物は、デンマーク国内のみならず世界中に永続的な衝撃を与えた。例を挙げると、アンデルセンの童話は150言語以上と、聖書を別にすればどの本よりも翻訳されており、至る所で子ども達に読まれ続けている。また、ルードヴィッヒ・ホルベルグは兎も角として、エーレンシュレーガー程1870年以前に広範な影響を及ぼしたデンマーク人作家は居ない。エーレンシュレーガーの作品は、彼の名が現在においてもスカンジナビア半島の恋愛小説と同義となる程、詩や祖先の宗教に対する同国人の熱狂を呼び起こととなった。
建築においては、ミカエル・ビンデスベルがトルバルセン美術館を設計する際、美術館の建物を環境から切り離すよう特に注意を払った。ビンデスベルの場所に対する自由な知覚はその後、都市や建造物の指導的な原理へと変貌を遂げた。
振付師のブルノンヴィルは、ヨーロッパのバレエがバレリーナを前面に出していた当時にあって、作中で男女の役割を平等に強調した。
グルントヴィは教育にも少なからぬ影響力を行使し、自由や詩そして統率の取れた創造性の精神を称揚。強制や試験に抗しながら、生命という遍く創造的な秩序に従い人間のまだ見ぬ創造力を擁護した。こうして、自由や協同、発見の精神は個人や科学ひいては社会全体に活気を齎したのである。キェルケゴールもまた、現在に至るまで哲学なり文学に強く影響を与え、彼の思想の系譜に連なる人物としては、ジャン＝ポール・サルトルやニールス・ボーア、W・H・オーデンが挙げられよう。
エルステッドが切り拓いた科学の進歩は、アルミニウム関連の研究により化学に、電磁気学に関する決定的な調査を通じて物理学にも特に貢献した。
最後に、この時代の画家や彫刻家の作品の多くは世界中の美術館に今なお展示されており、クリスチャン・ケプケのように近年再評価がなされている者もいる。